# Basilika St. Anna (Bukit Mertajam)

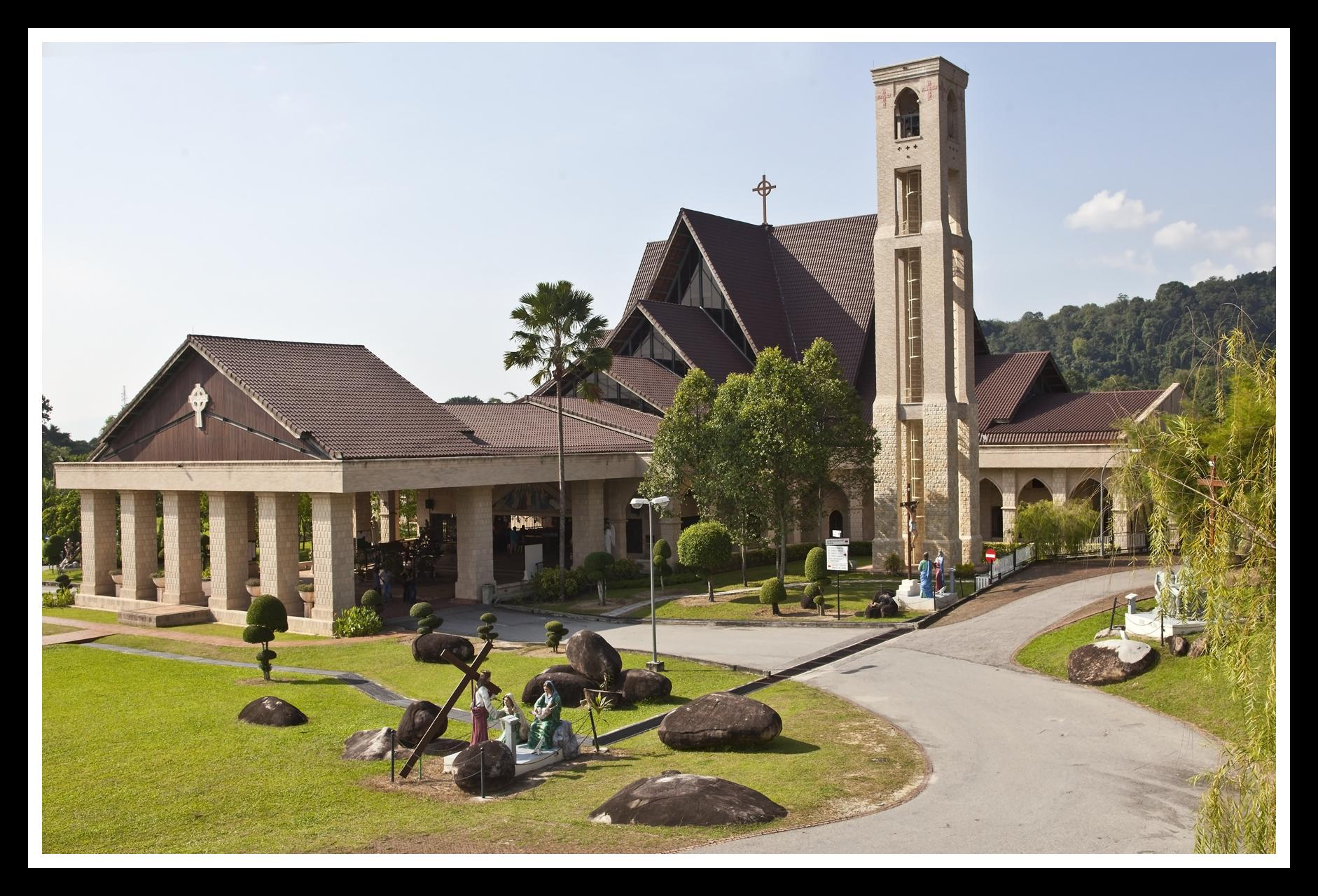
Basilika St. Anna, 2010

Die Basilika St. Anna (Tamil புனித புனித அன்னாள், (Punitha annaal Tēvālayam)) ist eine römisch-katholische Kirche in Bukit Mertajam, Penang, Malaysia. Die Kirche des Bistums Penang zieht bei der jährlichen Wallfahrt zum Fest der Schutzpatronin St. Anna über 100.000 Pilger aus Malaysia und den Nachbarländern Indonesien, Thailand, den Philippinen, Singapur und Vietnam an.

## Geschichte

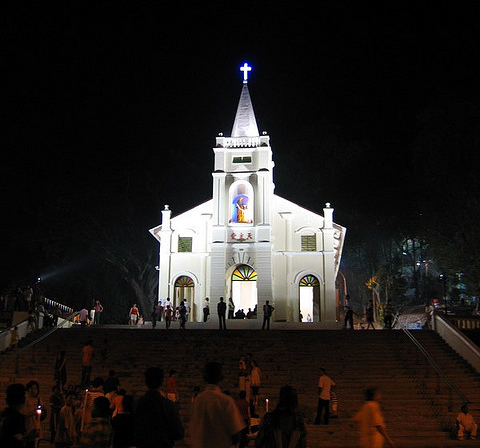
Pilgerfahrt 2009 vor dem Heiligtum St. Anna

Die erste St.-Anna-Gemeinde wurde 1846 von Missionaren der Gesellschaft der ausländischen Missionen zu Paris gegründet. Die erste Kapelle wurde auf dem Hügel durch Vater Adolphe Couellan errichtet. Mit dem Wachstum der katholischen Bevölkerung wurde eine neue Kirche gebaut, die 1888 eröffnet wurde. Sie war die Hauptkirche für die jährlichen Feierlichkeiten zum Fest der heiligen Anna. In den 1950er Jahren, während der Guerillakämpfe des Darurat Malaya, wurde das Kirchengelände als Sperrgebiet ausgewiesen und 1958 eine Gemeindekirche in zwei Kilometern Entfernung errichtet, die für über 40 Jahre das Gemeindezentrum blieb. Erst 1960 wurde der Ausnahmezustand aufgehoben. In diesen Jahren mussten die Pilger zwischen dieser Kirche und dem St.-Anna-Heiligtum pendeln. 1977 begann der Umzug der Kirche in das beschädigte St.-Anna-Heiligtum und die langen Restaurierungsarbeiten fingen an. Die Buntglasfenster und eine der drei Glocken wurden geborgen.
Im Jahr 2002 wurde wiederum eine neue Kirche gebaut. Die Arbeiten an der neuen St.-Anna-Kirche begannen im Jahr 2000 und wurden zwei Jahre später am 26. Juli 2002 mit der Weihe abgeschlossen. Diese Kirche bietet Platz für 2200 Menschen und ist eine der größten in Malaysia. Neben ihr wurde ein Campanile errichtet. Sie wurde vom damaligen Apostolischen Delegierten in Malaysia eröffnet. Diese Kirche hat Minangkabau-Dächer, die die malaysische Kultur widerspiegeln. Um die neue Kirche und das alte Heiligtum wurde ein Park mit der Allee Dataran St. Anne und dem  Pilgerzentrum Domus St. Anne gebaut, um Pilger unterzubringen. Hinzu kam ein Pfarramt, ein Gemeindezentrum und ein Presbyterium. 2006 folgten die großen Kreuzwegstationen und 2008 eine Mariengrotte, 2010 die zweite Pilgerherberge St. Anne’s Dorm. 
Papst Franziskus erhob die Kirche 2019 in den Rang einer Basilica minor.